# Sárospatak
Sárospatak (németül: Potok am Bodroch, szlovákul: Šarišský Potok, Blatný Potok, latinul: Potamopolis) város az Észak-Magyarország régióban, Borsod-Abaúj-Zemplén vármegyében, a Bodrog-völgyében, a Sárospataki járás székhelye. A történelmi forrásokban gyakran Pataknak nevezett város fontos kulturális központ, bájos történelmi település és népszerű turisztikai célpont is egyben. Többek között itt volt a Rákóczi fejedelmek rezidenciája. Bizonytalan források szerint itt születhetett Árpád-házi Szent Erzsébet, bár ennek színhelyét mások Pozsonyba teszik.

## Fekvése
Miskolctól kb. 70 kilométerre északkeletre fekszik, az Eperjes–Tokaji-hegység lábánál, a Bodrog mentén. Lakott területének túlnyomó része a folyó jobb parti oldalán helyezkedik el, de jelentős kiterjedésű külterületei vannak a Bodrog bal parti (bodrogközi) oldalán is, illetve néhány, többé-kevésbé különálló városrésze (Kispatak, Apróhomok, Várhomok, Dorkó) is a bodrogközi részen terül el.
Közigazgatási területe a legtöbb környező településével érintkezik, köztük olyanokéval is, amelyekkel amúgy távol fekszenek egymástól és nincs közvetlen közúti kapcsolatuk sem. Így észak felől határos Nagyhutával, Kovácsvágással, Mikóházával és Alsóregmeccel, északkelet felől Sátoraljaújhellyel, kelet felől Vajdácskával, délkelet felől Bodroghalommal és Tiszakaráddal, dél felől Györgytarlóval és Kenézlővel, délnyugat felől Sárazsadánnyal, nyugat felől Bodrogolaszival és Komlóskával, északnyugat felől pedig Makkoshotykával, Hercegkúttal és Nagyhutával is.

### Megközelítése
Legfontosabb közúti megközelítési útvonala a 37-es főút, ezen érhető el a megyeszékhely, Miskolc, illetve az ország nyugatabbi részei, valamint Sátoraljaújhely irányából is. A főút korábban valószínűleg keresztülhaladt a központon, de már több mint fél évszázada (legalább 1970 óta) észak felől elkerüli azt; a régi nyomvonal ma mellékútként a 3801-es útszámozást viseli.
A környező kisebb települések közül a bodrogközi Kenézlővel a 3803-as, Györgytarlóval a 3811-es, Vajdácskával a 3805-ös, a tájegység "fővárosának" számító Cigánddal pedig a 3814-es út köti össze. Határszélét északkeleten érinti Sátoraljaújhely egyik tulajdonképpeni belső útja, a Zemplén Kalandparkot is kiszolgáló 3718-as út is. A Zempléni-hegységben fekvő „szomszédai” közül csak Makkoshotykával és Hercegkúttal áll közvetlen közúti összeköttetésben: előbbi faluba a 37-es főútból a 3814-es út csomópontjában, az ellenkező irányban kiágazó 38 115-ös, utóbbi központjába pedig az abból, már hercegkúti területen kiágazó 37 133-as számú mellékút vezet.
Vasúton a Budapest–Sátoraljaújhely-vasútvonalon közelíthető meg, melynek egy megállási pontja van itt; Sárospatak vasútállomás a belváros északi szélén helyezkedik el, közúti elérését a 38 305-ös számú mellékút (települési nevén Táncsics Mihály utca) biztosítja.

### Éghajlata
| Hónap | Jan. | Feb. | Már. | Ápr. | Máj. | Jún. | Júl. | Aug. | Szep. | Okt. | Nov. | Dec. | Év  |
| --- | ---- | ---- | ---- | ---- | ---- | ---- | ---- | ---- | ----- | ---- | ---- | ---- | --- |
| Átlaghőmérséklet (°C)                                                                                     | −3,3 | −1,2 | 4,3  | 10,2 | 15,8 | 18,5 | 20,9 | 20,0 | 15,9  | 10,2 | 3,9  | −0,5 | 9,6 |
| Átl. csapadékmennyiség (mm)                                                                               | 29   | 29   | 30   | 43   | 60   | 70   | 61   | 67   | 48    | 48   | 52   | 41   | 578 |
| Forrás: Boros László:Táj és ember - A Bodrogköz geológiai fejlődéstörténete, természetföldrajzi jellemzői |      |      |      |      |      |      |      |      |       |      |      |      |     |

## Története
Sárospatak területe már az őskorban is lakott volt. A ma ismert első feljegyzések szerint 904-ben vette hatalmába a környéket Alaptolma, Ketel vezér fia, s a később grófi címet szerzett Cseszneky család őse. 1201-ben városi kiváltságokat kapott Imre királytól. A középkorban fontos kereskedelmi állomás volt, főként Lengyelország felé. Várát I. Endre király építtette. Egyes elméletek szerint itt született II. Endre király lánya, Szent Erzsébet.

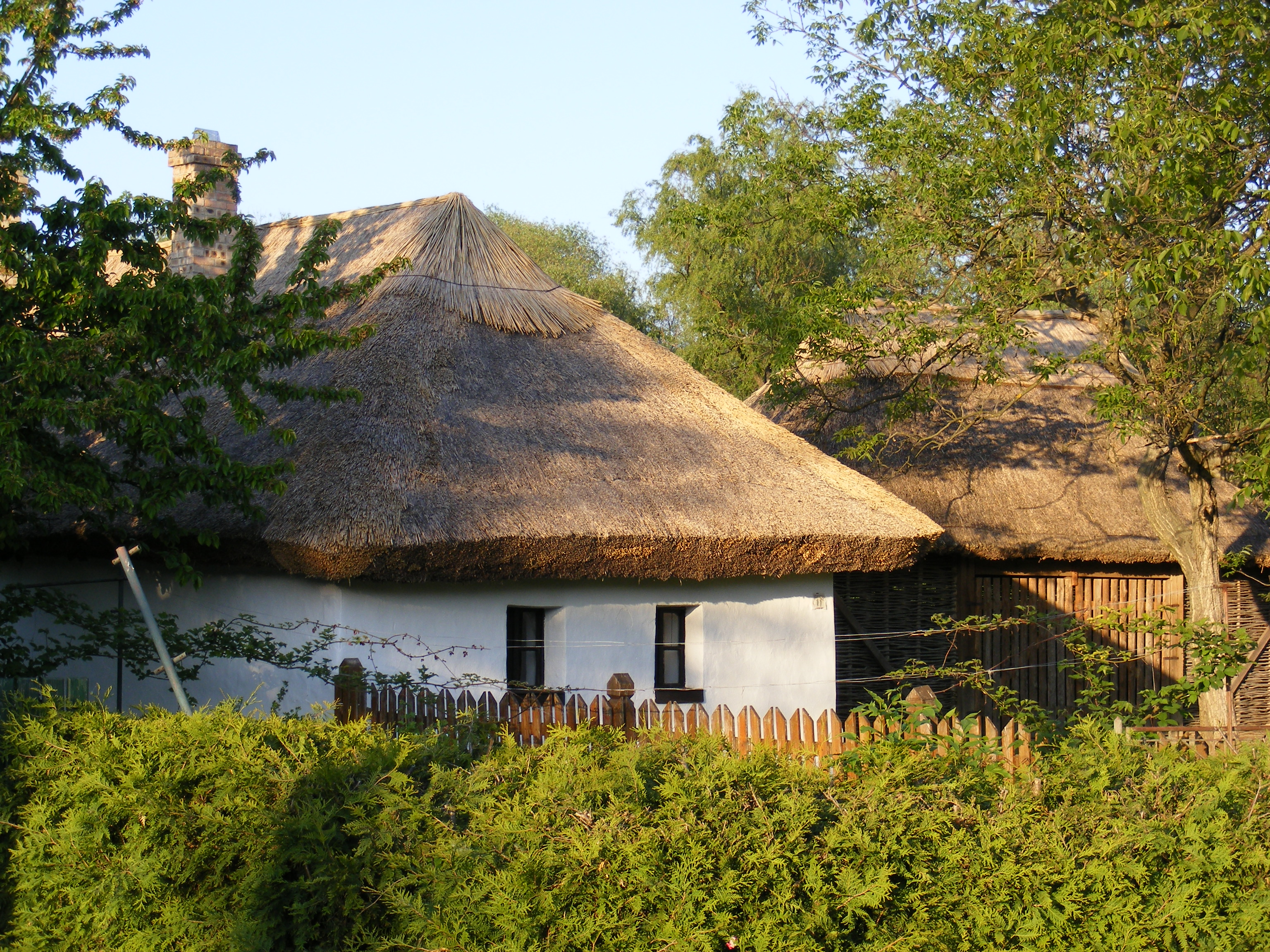
Műemlék népi lakóház a Gárdonyi Géza utcában

Sárospatak Zsigmond királytól szabad királyi városi rangot kapott, Mátyás királytól pedig vásártartási jogot, 1460-ban. 1575-ben nagy pestisjárvány pusztított a városban. 1531-ben megalapították a már legendássá vált Sárospataki Református Kollégiumot, ami az akkori Magyarország egyik legjelentősebb oktatási intézménye volt.
1650-től egy ideig itt tanított a haladó szellemű pedagógus, Comenius is; Sárospatak másik jelentős intézménye, az Eszterházy Károly Egyetem Comenius Kara ma az ő nevét viseli, 2000–2013 között a Miskolci Egyetem Comenius Tanítóképző Főiskolai Kara, 2013. július 1-től tartozik az egri egyetemhez (főiskolához), 2021-től itt található a Tokaj Hegyalja Borászati Egyetem.
Sárospatak várát több híres nemesi család is birtokolta, többek között a Dobó család (itt volt Balassi Bálint esküvője Dobó István lányával, Krisztinával), a Lorántffyak, majd a Rákóczi-család. itt ajánlották fel I. Rákóczi Györgynek az erdélyi fejedelemséget.
A Rákóczi-szabadságharc viszontagságai nem kímélték a várost; hol a kurucok, hol a labancok birtokolták. 1708-ban itt tartották az utolsó kuruc országgyűlést. A város lakói aktív részt vállaltak az 1848–49-es forradalom és szabadságharcban is.
1871-ig mezőváros volt, de ekkor, mivel e rang ezzel az évvel az egész országban megszűnt, nagyközséggé alakult. A 20. század elejétől 1956-ig járási székhely volt. Várossá 1968-ban nyilvánították.
1985-ben adták át a vasútállomás új épületét és előtte a helyközi autóbusz terminált.
Napjainkban Sárospatak rangos iskolaváros, ugyanakkor hangulatos történelmi jellege miatt csábító turistacélpont is.

### Városrészek
A mai Sárospatak 1883-ban jött létre a két Bodrog-parti mezőváros, a vár körül kialakult jobbparti Sáros-Nagy-Patak és a túlparti Sáros-Kis-Patak egyesülésével. 1911-ben csatolták hozzá Újpatakot (az egykori Józseffalvát), 1950-ben Bodroghalászt, 1968-ban pedig Végardót.

## A város jelképei

### Címere

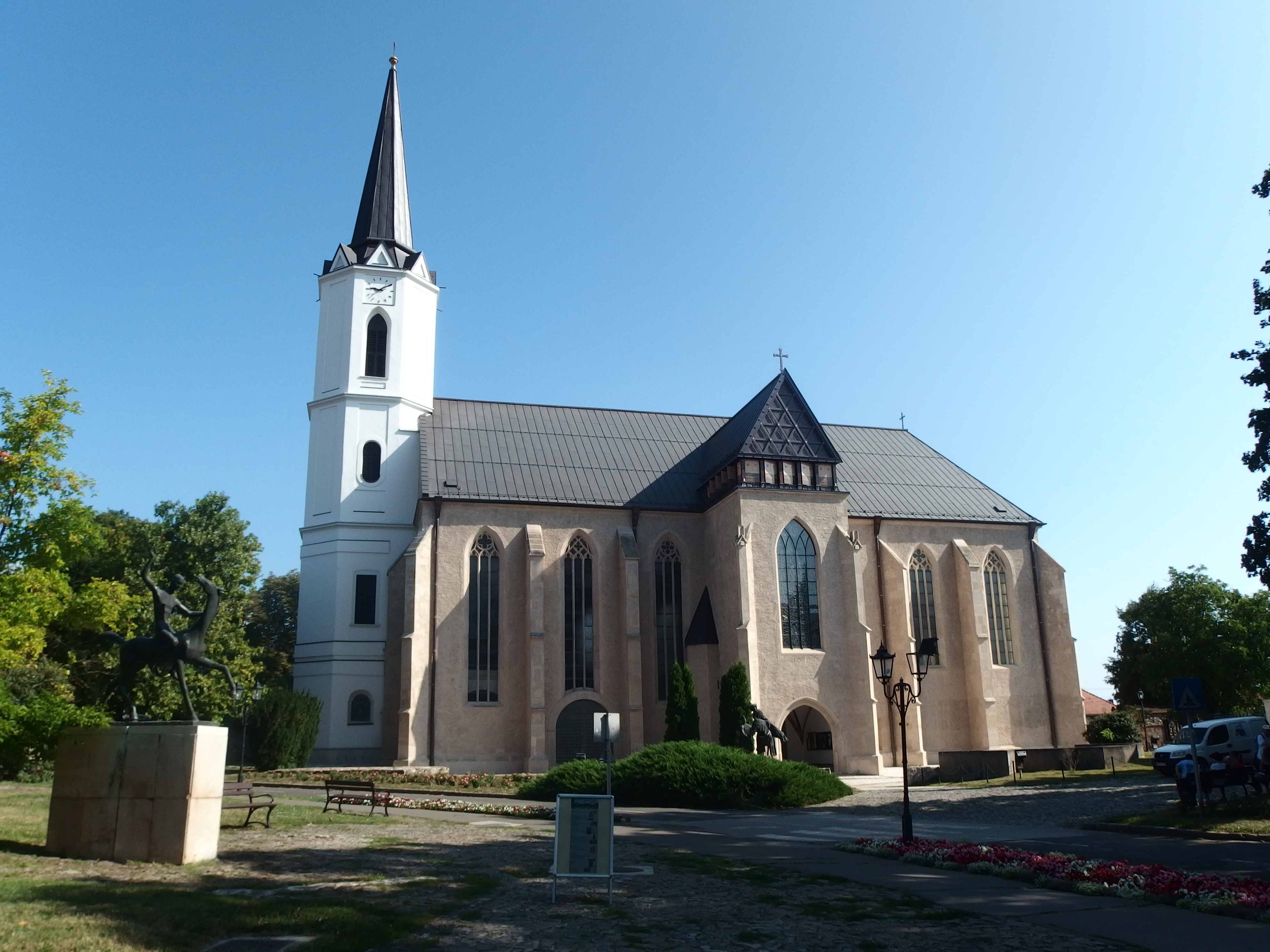
A Bazilika

A címer csücskös talpú pajzs, vörössel vágott mezőben, pajzsfőben két lebegő, ötszirmú (arany magvú, zöld kelyhű) ezüst rózsa között arany liliom lebeg.
A pajzs kék mezőjében két fehér ruhás lebegő angyal, leveles (vörös bélésű) arany koronát tart, alattuk egymással szemközt térdeplő, imádkozó, fehér ruhás angyal lebeg. Közöttük, a pajzstalpban ötszirmú (piros magvú, zöld kelyhű) lebegő aranyrózsa helyezkedik el.
A pajzs jobb felső sarkában nyolcágú arany csillag, bal sarkában emberarcú, növekvő ezüst félhold ragyog.
A címerpajzson ráhelyezett leveles aranykorona nyugszik.

### Zászlaja
Vörös és kék színű fekvő téglalap, középen a város címerével.

## Közélete

### Polgármesterei
- 1990–1994: Dr. Jánosdeák Gábor (nem ismert)[6]
- 1994–1998: Dr. Jánosdeák Gábor (független)[7]
- 1998–2002: Dr. Jánosdeák Gábor (független)[8]
- 2002–2006: Dr. Jánosdeák Gábor (független)[9]
- 2006–2010: Dr. Hörcsik Richárd (Fidesz-KDNP-Nemzeti Fórum)[10]
- 2010–2014: Aros János (Fidesz-KDNP)[11]
- 2014–2019: Aros János (Fidesz-KDNP)[12]
- 2019–2024: Aros János (Fidesz-KDNP)[13]
- 2024– : Dr. Farkas Szabolcs (független)[1]

## Népesség
A település népességének változása:
| Lakosok száma | 12 827 | 12 538 | 11 291 | 10 817 | 10 741 | 10 583 |
|               | 2013   | 2014   | 2021   | 2022   | 2023   | 2024   |

Sárospatak történelmi lakosságszáma 1900. évben 7639 fő volt, amely az 1980-as években érte el a maximumot (1980. évben 15.320 fő), majd az 1990-es évektől a népességfogyás üteme felgyorsult. 
1880. évben 6737 fő, 
1900. évben 7639 fő, 
1930. évben 12.253 fő, 
1960. évben 14.083 fő, 
1970. évben 14.540 fő
1980. évben 15.320 fő
1990. évben 15.062 fő
2001. évben 14.694 fő 
2001-ben a település lakosságának 96%-a magyar, 3%-a cigány és 1%-a német nemzetiségűnek vallotta magát.
A 2011-es népszámlálás során a lakosok 82,7%-a magyarnak, 2,9% cigánynak, 1,8% németnek, 0,4% ruszinnak, 0,2% szlováknak, 0,2% ukránnak mondta magát (17,3% nem nyilatkozott; a kettős identitások miatt a végösszeg nagyobb lehet 100%-nál). A vallási megoszlás a következő volt: római katolikus 30,7%, református 24,3%, görögkatolikus 11,3%, evangélikus 0,2%, felekezeten kívüli 4,7% (27,3% nem nyilatkozott).
2022-ben a lakosság 90,3%-a vallotta magát magyarnak, 1,9% cigánynak, 1,6% németnek, 0,4% ruszinnak, 0,2% ukránnak, 0,2% szlováknak, 0,1% lengyelnek, 0,1% románnak, 2,6% egyéb, nem hazai nemzetiségűnek (9,5% nem nyilatkozott; a kettős identitások miatt a végösszeg nagyobb lehet 100%-nál). Vallásuk szerint 26,5% volt római katolikus, 22,9% református, 11% görög katolikus, 1% egyéb keresztény, 0,2% evangélikus, 0,1% ortodox, 4,7% felekezeten kívüli (33,1% nem válaszolt).

## Látnivalók

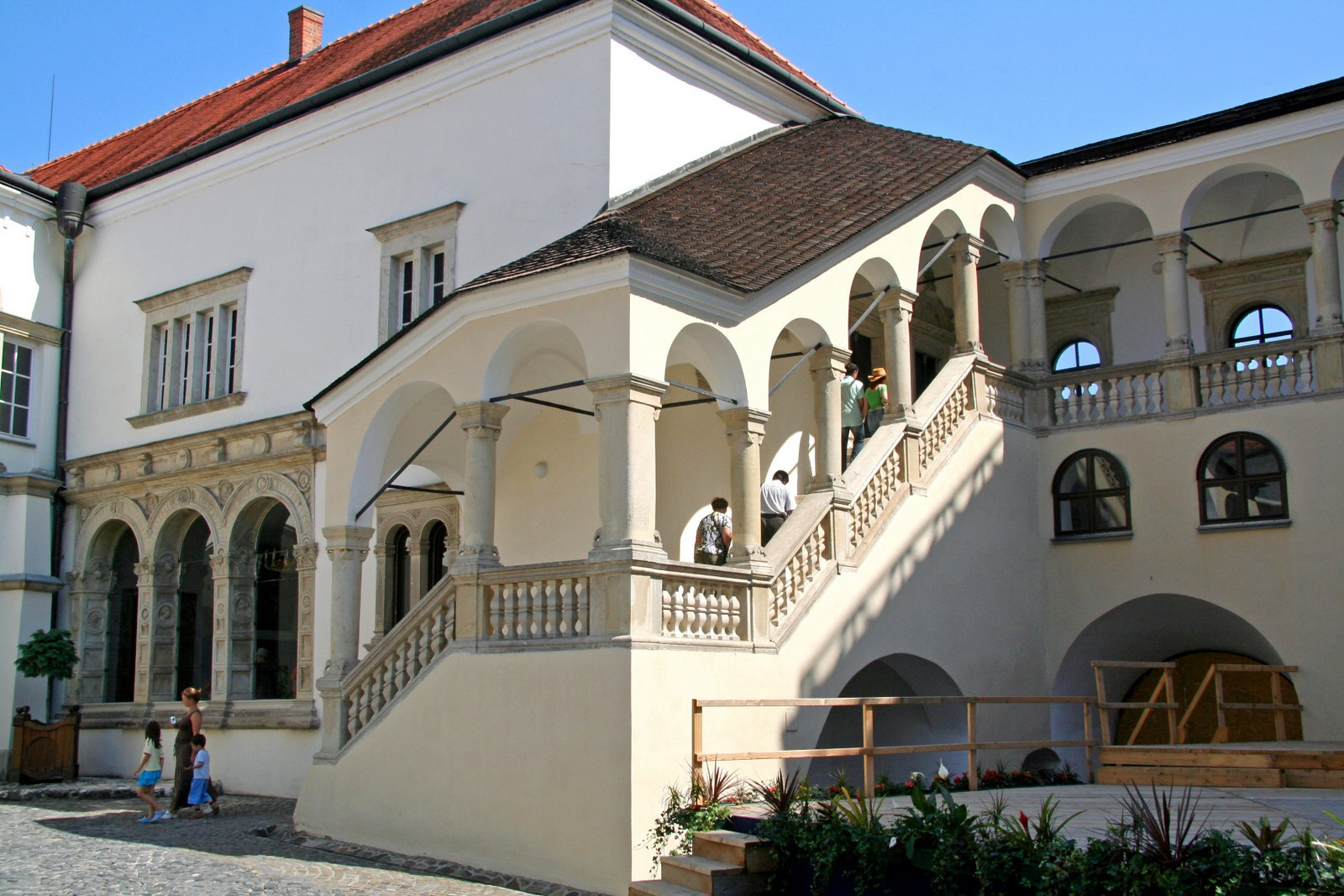
Az ún. Lorántffy-szárny a sárospataki várban

- Sárospataki vár (Rákóczi-vár) (reneszánsz lakótorony, Perényi-loggia)
- Sárospataki Képtár
- Domján-ház - Kazinczy út 23. (Domján József festőművész festményekből és metszetekből álló gyűjteménye)
- Római Katolikus Egyházi Gyűjtemény
- Református Kollégium Tudományos Gyűjteményeinek Múzeuma
- Szinyei-ház
- Megyer-hegyi Tengerszem – A településtől északra fekvő Megyer-hegy egykori malomkő bányája helyén alakult ki.
- Trinitárius kolostor
- Szent Erzsébet-bazilika (Vártemplom) és rotunda
- Sárospatak Város Termálfürdő és Camping: A Termálfürdő 38 °C-os gyógyhatású termálvizével várja vendégeit. A víz jelentős ásványi anyag tartalmú, kalcium-magnézium, nátrium-szulfátos, hidrogén karbonátos jellegű, fluoridos hévíz. Ízületi és érrendszeri megbetegedések utókezelésére javasolt.

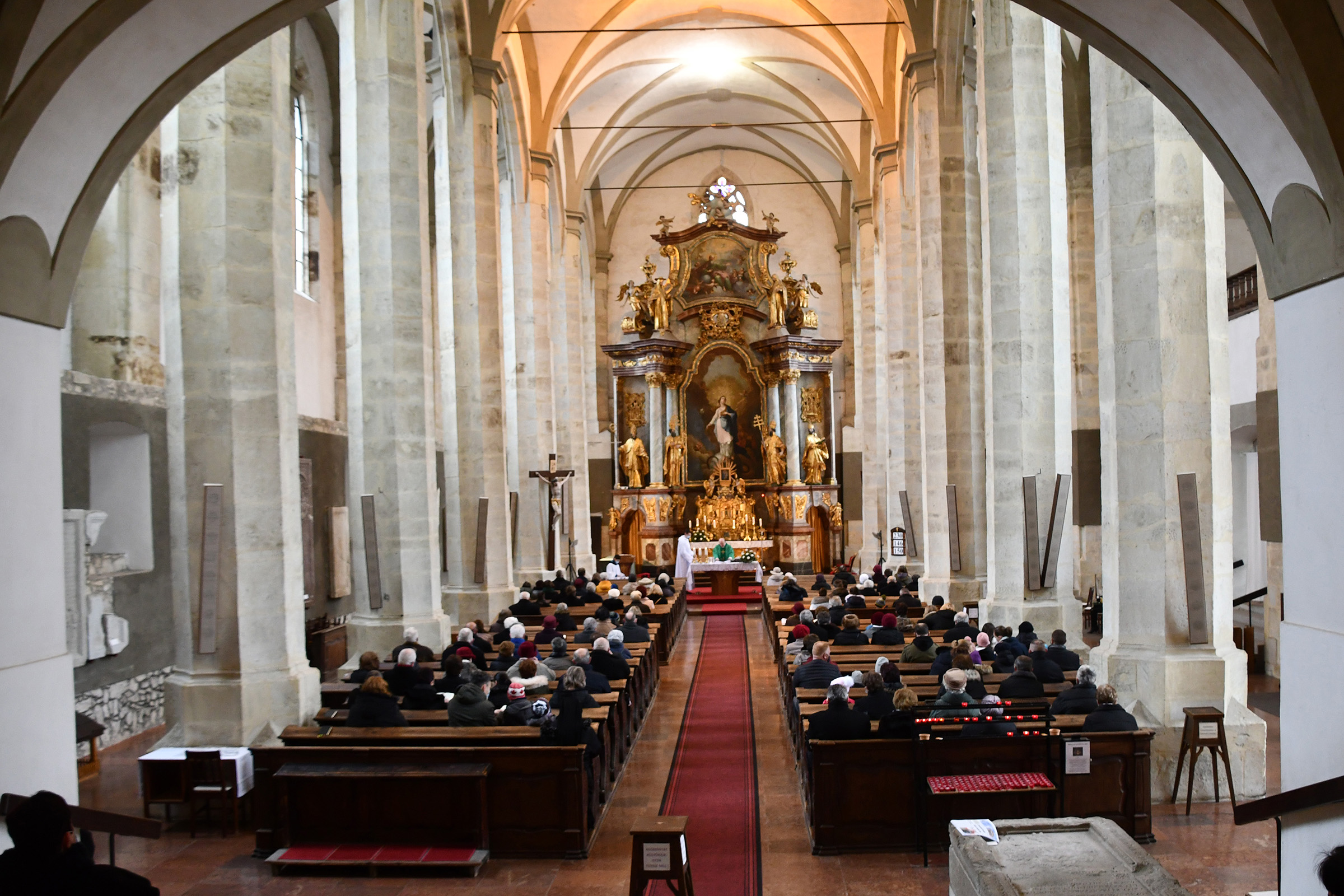
Mise a vártemplomban

A vár területén épült 17. századi kolostor a középkorban „nagy kőházként", majd gazdasági épületként működött. II. Rákóczi Ferenc 1693-ban adományozta a trinitárius rendnek. A rend feloszlatását követően szolgálati lakásokat és magtárat létesítettek benne. Jelenleg a Farkas Ferenc Művészeti Iskola működik benne.
- Jezsuita kolostor

A Jezsuita Rend letelepedése Sárospatakon Rákóczi Györgyné Báthory Zsófia nevéhez fűződik, aki 1663-ban telepítette le őket a városban, számukra iskolát és plébániát építtetett. A gótikus kolostort reneszánsz majd barokk stílusban átépítették. A plébánia 1967-től a Római Katolikus Egyházi Gyűjtemény befogadó helye.
- Ferences kolostor

A Ferences rendiek feltehetőleg 1261 előtt telepedtek le a település szélén, itt emelték a Boldogságos Szűz tiszteletére a kolostorukat, három építési időszakhoz emelték, majd a 16. században nyomtalanul elpusztult. A kolostoregyüttes egykori alapfalait feltárták, mára azonban a visszatemetett alapok nem láthatóak.

## Oktatás

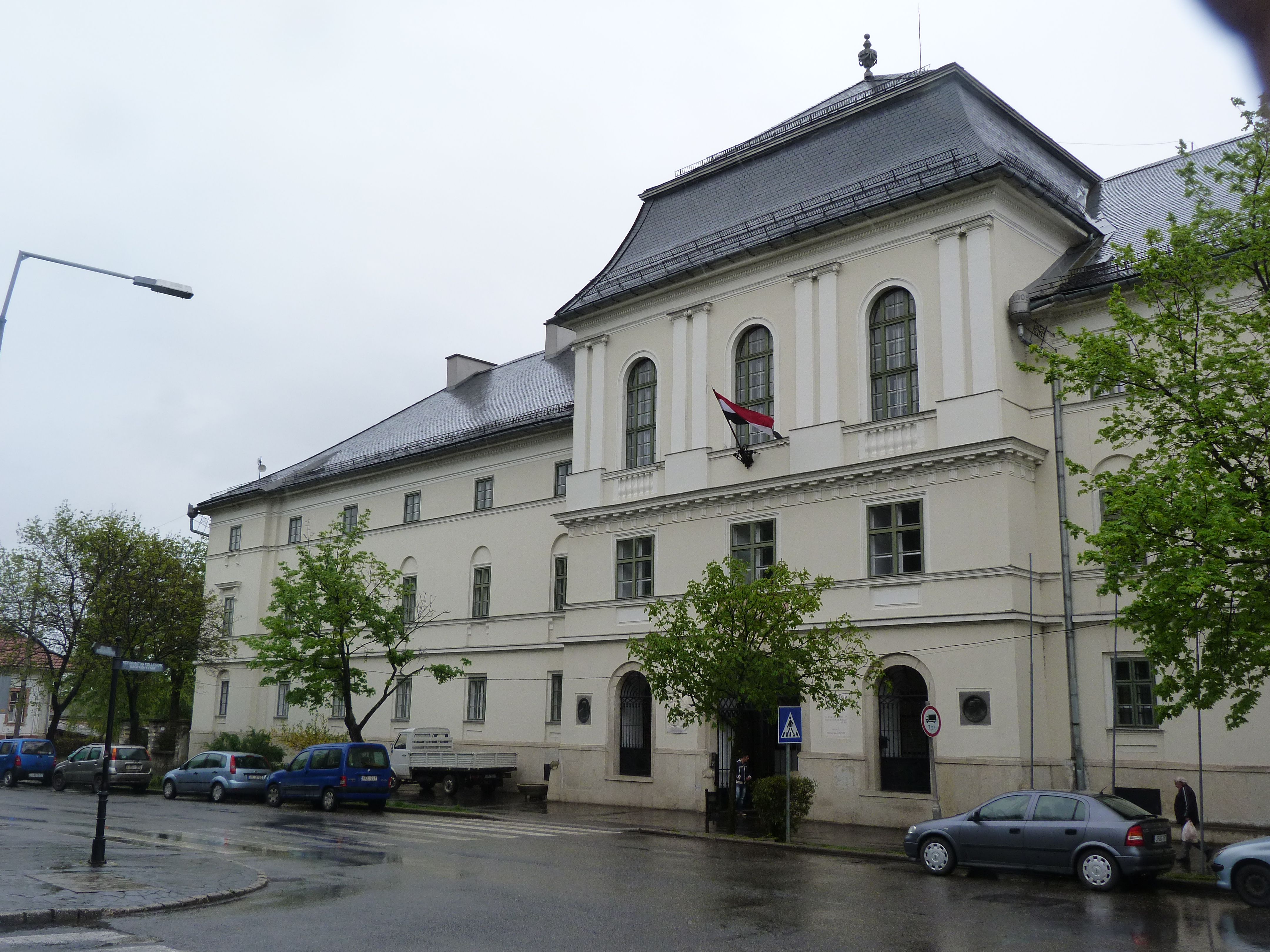
Sárospataki Református Kollégium

### Közoktatás
- Vay Miklós Református Szakképző Iskola és Diákotthon
- Árpád Vezér Gimnázium és Kollégium
- Sárospataki Református Kollégium Gimnáziuma, Általános Iskolája és Diákotthona
- ART ÉRT Alapfokú Művészeti Iskola és Óvoda[19]
- Sárospataki II. Rákóczi Ferenc Általános Iskola [20][21][22]

### Felsőoktatás
- Sárospataki Református Teológiai Akadémia
- Tokaj-Hegyalja Egyetem

## Érdekességek
- A vár egyik kis szobácskájában a mennyezetet rózsák díszítik. Ebben a szobában tartották titkos megbeszéléseiket a Wesselényi-összeesküvés résztvevői. Latinul a „sub rosa” kifejezésnek két jelentése van: szó szerint: „a rózsa alatt”, átvitt értelemben: „titokban”.

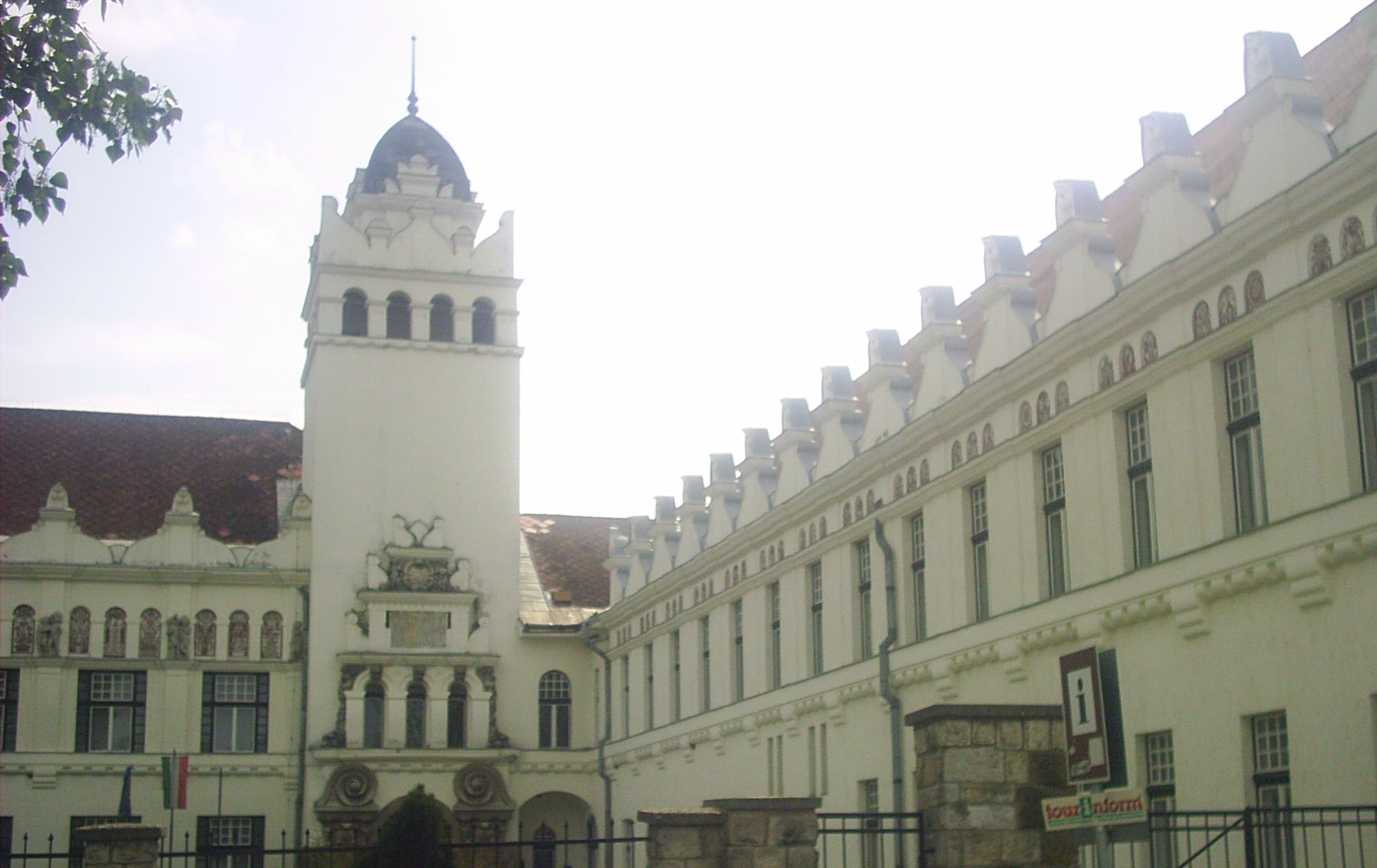
A Comenius Tanítóképző Főiskola épülete

- A Comenius Tanítóképző Főiskola épületeAz ötszáz forintos bankjegy hátulján a sárospataki vár látható.
- Itt adta ki Medgyesi Pál a Prédikációit, 1658-ban.

## A település az irodalomban, filmekben
- Egy Sárospatak melletti vadászkastély az egyik helyszíne Kondor Vilmos magyar író Budapest romokban című bűnügyi regényének.
- A település szerepel Fehér Béla A honfoglalás pontos időpontja című humoreszkjében, amely szerint a város határában találták meg 1941-ben Ézelő vezér sírját, benne (a tarsolylemeze alatt) a bizánci mestermunkának tartott zsebórájával.

## Testvérvárosai
- Collegno, Olaszország
- Rodostó, Törökország
- Soest, Németország
- Nokia, Finnország
- Krosno, Lengyelország
- Eisenach, Németország
- Körösfő, Románia
- Felsőlövő, Ausztria
- Næstved, Dánia
- Bártfa, Szlovákia
- Oromhegyes, Szerbia
- Ogulin, Horvátország
- Jindřichův Hradec, Csehország

## Sajtó
- Sárospataki Lapok (19. század)
- Sárospataki Füzetek (19. század, új folyam 1999-től)
- Sárospatak hivatalos honlapja (www.sarospatak.hu)
- Sárospatak újság
- Hegyalja TV

## Híres emberek

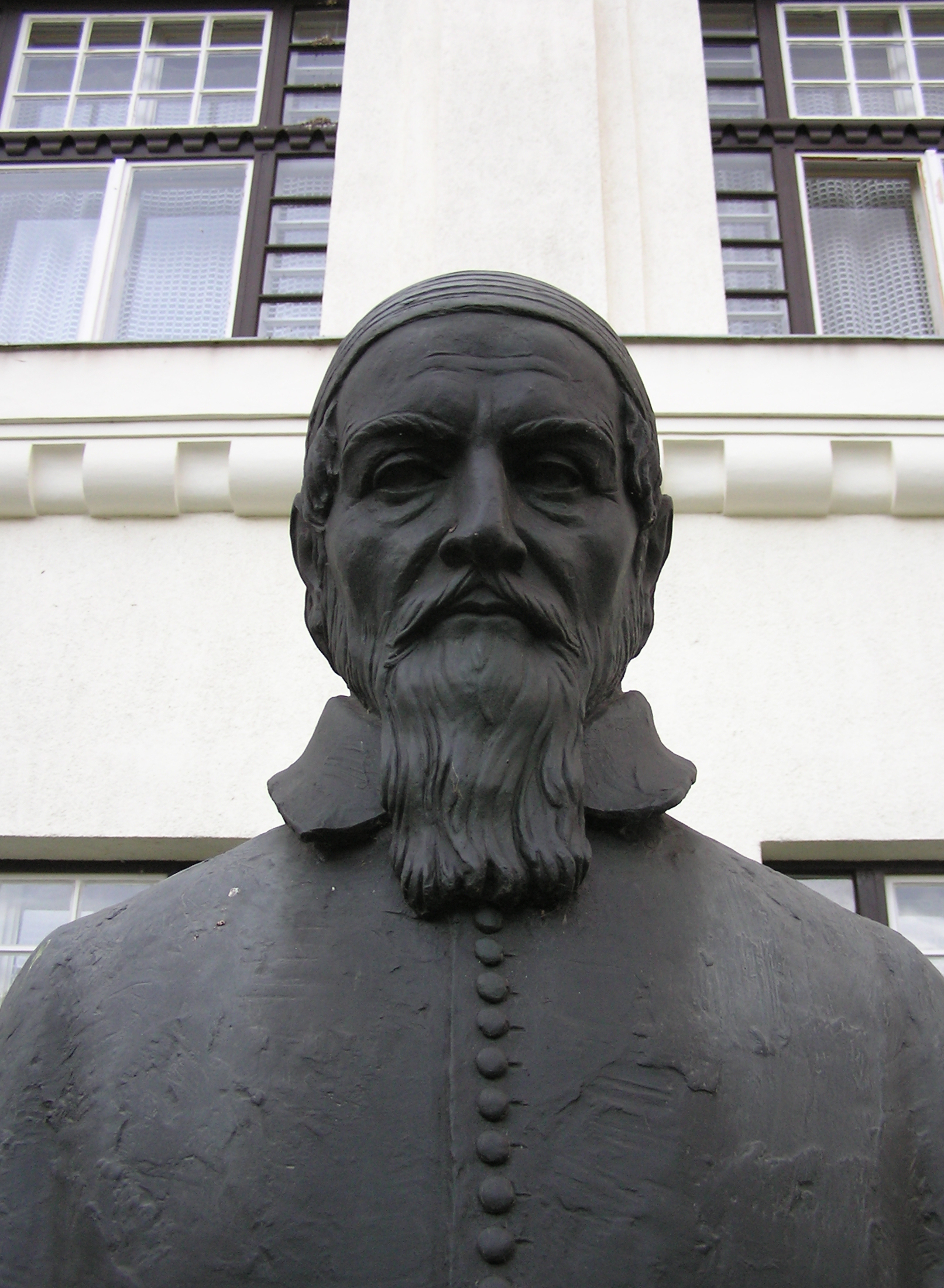
Comenius szobra a kollégium udvarán

- Itt született 1207-ben Árpád-házi Szent Erzsébet, II. Endre és Gertrúd – a Bánk bán-féle összeesküvés áldozatául esett merániai királyné – házasságából
- Itt hunyt el Bakai Benedek tanár, iskolaigazgató (? – 1633. február 19.)
- Itt tanított 1650–1654 között Comenius.
- Itt hunyt el 1660. április 18-án Lorántffy Zsuzsanna, I. Rákóczi György erdélyi fejedelem felesége, Erdély nagyasszonya.
- Itt hunyt el 1663-ban Medgyesi Pál.
- Itt hunyt el 1680. szeptember 30-án Johann Grueber osztrák származású jezsuita misszionárius, Tibet-kutató.
- Itt élt és hunyt el Nyiry István (1776–1838) természettudós, matematikus, az MTA tagja, a Sárospataki Református Kollégium tanára.
- Itt született 1845. április 28-án Láczay Szabó László jogász, szőlőbirtokos.
- Itt született 1870. január 30-án Finkey Ferenc jogász, egyetemi tanár, kúriai tanácselnök, koronaügyész, az MTA tagja.
- Itt született 1885. február 8-án Buza László nemzetközi jogász, egyetemi tanár, MTA-tag.
- Itt született 1889. szeptember 16-án Kiss Árpád vegyész, az MTA tagja.
- Itt született 1889. november 27-én Finkey József bányamérnök, az MTA tagja.
- Itt született 1893-ban Deseő László tábornok, vezérőrnagy.[23]
- Itt született 1957. augusztus 5-én Stumpf István magyar jogász, politológus, egyetemi oktató, volt miniszter, alkotmánybíró.
- Itt született 1977. augusztus 21-én Spala Korinna magyar táncművész, koreográfus.
- Itt végezték ki Bezerédj Imre kuruc brigadérost
- Itt született Marczi Mariann zongoraművész
- Itt érettségizett dr. Grundtner András jogász, politikus, közszereplő, a Mi Hazánk budapesti alelnöke, a Nemzeti Választási Bizottság tagja, főpolgármester-jelölt

## Média

### Televízió
- Hegyalja Televízió (2019-2025)[24]
- Zemplén TV